# Bishop Norton
Bishop Norton – wieś w Anglii, w hrabstwie Lincolnshire, w dystrykcie West Lindsey. Leży 21 km na północ od Lincoln i 214 km na północ od Londynu.